# 变叶佛塔树
变叶佛塔树（學名：Banksia integrifolia），又名佛塔树、全緣葉斑克木，是一種生長在澳洲東海岸的樹木。其种加词“integrifolia”意为“全缘叶的”。变叶佛塔树是分布最廣泛的佛塔树属物種之一，其分布範圍由昆士蘭州中部至維多利亞州，在沙丘和山嶺上都可以存活。各個地區的变叶佛塔树生長情況有較大差異，最常見的是最高可達25（82英尺）的樹狀变叶佛塔树。因而生命力較強而又易于修剪，它作爲一種受歡迎的園藝植物遍佈澳洲各地，但也因此一定程度上影響了其他植物的生存。
变叶佛塔树是約瑟夫·班克斯爵士在1770年收集的四種佛塔树属植物之一，小卡尔·林奈在1782年為其命名。其命名學史有些複雜，原本許多被當作变叶佛塔树的植物其實是其它的物種，因而后來又單獨分離了出去。現在其下只包含三個亞種。

## 异名

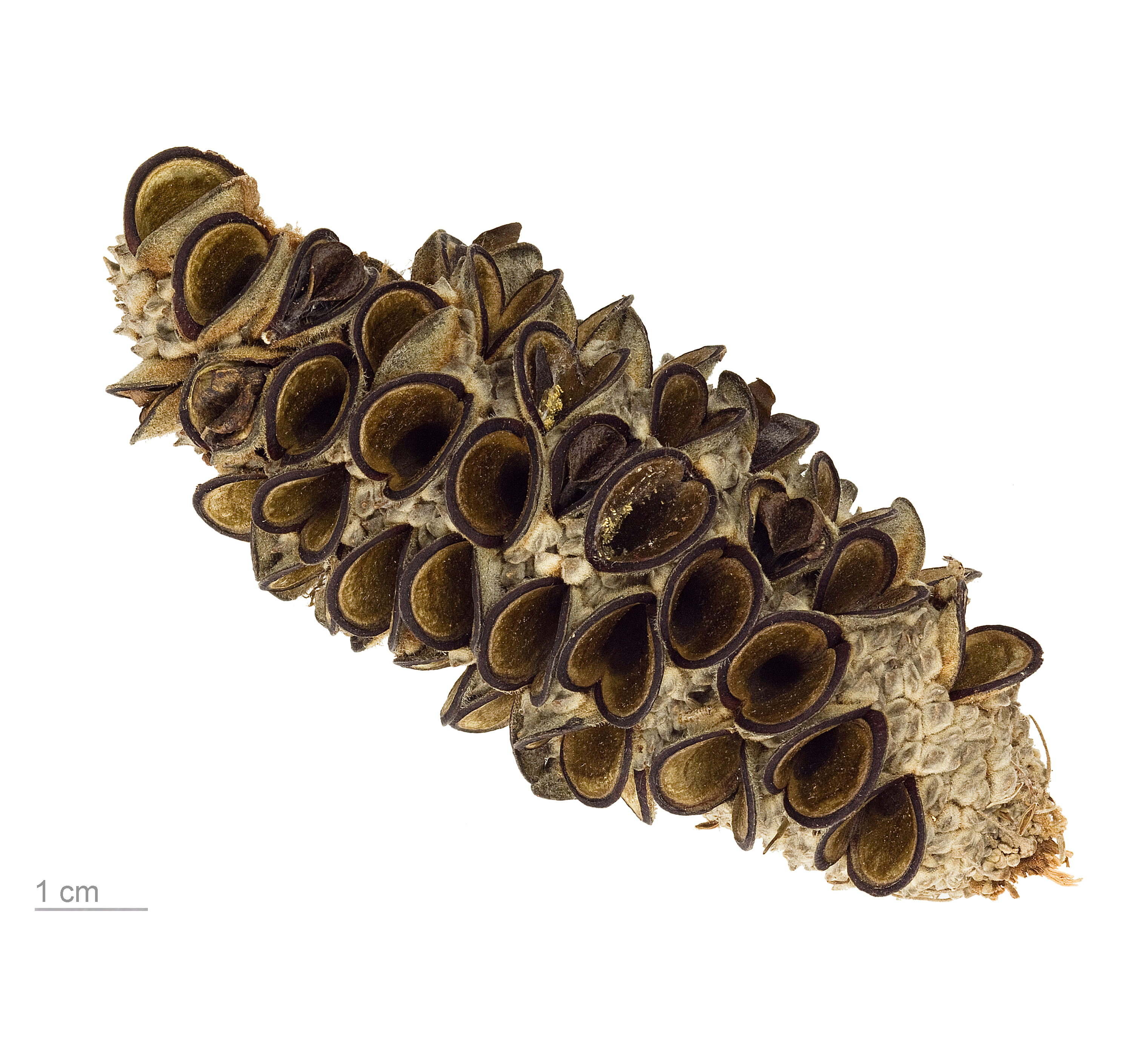
Banksia integrifolia

- Banksia integrifolia var. dentata Meisn.
- Banksia integrifolia var. integrifolia
- Banksia integrifolia var. major Meisn.
- Banksia integrifolia var. minor Meisn.
- Banksia integrifolia var. typica Domin

## 亚种
本种有三个亚种：
- Banksia integrifolia subsp. compar (R.Br.) K.R.Thiele
- Banksia integrifolia subsp. integrifolia
- Banksia integrifolia subsp. monticola K.R.Thiele